# Arcticomisophria bathylaptevensis
Arcticomisophria bathylaptevensis is een eenoogkreeftjessoort uit de familie van de Misophriidae. De wetenschappelijke naam van de soort is voor het eerst geldig gepubliceerd in 1996 door Martínez Arbizu & Seifried.